# Brouillard
Brouillard (укр. «Туман») — пісня Жана-Жака Ґольдмана, записана в 1981 році.  Увійшла до його першого студійного альбому «Démodé».

## Про пісню
Лірична пісня «Brouillard» має характерні композиційні елементи тогочасся. Вокальну партію Жан-Жак супроводжує експресивним гітарним награванням. Пісню переспівували: і сам автор, й інші французькі виконавці.

## Фрагмент пісні
Фрагмент пісні (перший куплет і приспів):
Brouillard et matin

Blanches et froides mes mains

Le poids du sac aux épaules

Brumes dans la tête

Les secondes et les gestes

Le froid qui brûle et qui frôle

L'heure n'est pas aux projets, regrets passés, oubliés rêves et délires

Si tu ne sais pas où tu vas, l'habitude est là pour te le dire